# Stazione di Marcellino
La stazione di Marcellino era una fermata ferroviaria posta al km 288+975 della ferrovia Messina-Siracusa.

## Storia
La fermata era sita tra la stazione di Augusta e la stazione di Megara Giannalena a servizio della raffineria di petrolio RASIOM, del petrolchimico siracusano ed era raccordata ai fasci di binari interni alle industrie. In precedenza nello stesso sito era esistita, sin dall'apertura della linea ferrata, la stazione di Lumidoro (Lumidoro era il nome della contrada e del faro antico del porto greco di Megara) . Il nome stazione di Lumidoro fu conservato fino al 1896, anno in cui la Società Sicula lo cambiò in "Megara Iblea"   
Il nome della stazione di Megara Iblea (indicato dall'orario generale FS del 1914, dell'agosto 1927 e del maggio 1939) venne ulteriormente cambiato in "stazione di Marcellino" (dal nome del fiume Marcellino che passa nei pressi) in conseguenza della costruzione della nuova stazione di Megara Giannalena
Alla fine degli anni settanta la diminuzione dell'utenza pendolare a livelli esigui spinse le Ferrovie dello Stato a chiudere l'impianto di Marcellino sopprimendolo definitivamente per inattività.

## Strutture ed impianti
La stazione consisteva in un piccolo fabbricato e un marciapiedi, di limitata lunghezza e sprovvisto di pensilina, posto ad ovest del fascio binari. Lo scopo era quello di fornire un punto di accesso ai reparti di lavorazione ai pendolari che vi giungevano con i treni previsti nelle ore adatte ai cambi turno. Erano presenti anche alcuni deviatoi, normalmente bloccati, legati all'attività delle industrie petrolchimiche.